# ادوارد لوری تاتوم
ادوارد لاوری تیتوم (به انگلیسی: Edward Lawrie Tatum) (زادروز ۱۴ دسامبر ۱۹۰۹ - مرگ ۵ نوامبر ۱۹۷۵) پژوهشگر رشته ژنتیک اهل آمریکا بود.
او و جورج ولز بیدل، بخشی از جایزه نوبل فیزیولوژی و پزشکی سال ۱۹۵۸ را، به خاطر نشان دادن چگونگی عمل ژن در فرایند دگرگشت و ارائه نظریه یک ژن ـ یک آنزیم به خود اختصاص دادند. نیم دیگر این جایزه را جاشوا لیدربرگ به خود اختصاص داد. وی به همراه دانشجوی خود نشان داد که باکتری اشریشیا کلای می‌تواند از طریق یه اشتراک گذاشتن ژن، نوترکیبی انجام دهد.